# Tipula (Acutipula) balcanica
Tipula (Acutipula) balcanica is een tweevleugelige uit de familie langpootmuggen (Tipulidae). De soort komt voor in het Palearctisch gebied.